# Angela Moldovan
Angela Moldovan (n. 19 septembrie 1927, Chișinău, România – d. 13 octombrie 2013, București, România) a fost o interpretă română de muzică populară, muzică clasică și romanțe, compozitoare, textieră, actriță de teatru și de film. În anul 1962, cronicarul american Paul Hume a supranumit-o „Privighetoarea României”. În 2002 i s-a acordat Ordinul național „Steaua României” în grad de Cavaler. A fost membru al Uniunii Compozitorilor din Republica Populară Română (în perioada comunistă) și membru UCMR, ADA (Uniunea Compozitorilor și Muzicologilor din România, Asociația pentru Drepturi de Autor). Angela Moldovan este interpreta celebrului cântec „Mi-am făcut bundiță nouă”. A fost prima interpretă a cântecului popular simbol al zonei folclorice a Moldovei – „Trandafir de la Moldova”. A fost căsătorită cu actorul Victor Moldovan, și cu textierul, scenaristul Mircea Block, autorul versurilor a mai multor binecunoscute cântece precum: „Mi-am făcut bundiță nouă”, „Fata neichii”, „Sârba de la Deleni”, „Ia mai zi-i măi fluieraș”, „Merge satul la cules”, „Dorul mă cată pe-acasă”.

## Biografie
Angela Moldovan s-a născut la data de 19 septembrie 1927, în Botoșani. Tatăl ei, Ioachim Borș, având postul de Verificator-Șef de metale prețioase, era detașat la Chișinău, oraș din Regatul României. Mama ei, Profira, a rămas în Iași, fiind însărcinată cu primul (și singurul) lor copil. Într-o zi de sărbătoare, Profira a plecat la rudele din Botoșani pentru a le face o vizită. În timpul șederii la Botoșani, Profira Borș a adus pe lume copilul – Angela – printr-o naștere prematură, la numai șapte luni de sarcină. La câteva zile de la naștere, rudele din Botoșani au adus-o la Iași. De îndată ce s-a putut deplasa, Profira a plecat cu copilul la Chișinău, la soțul ei. La Chișinău, Ioachim Borș a mers la Oficiul Stării Civile, unde a obținut certificatul de naștere al fetiței lor, Angela. Conform certificatului de naștere care a fost emis (de jure) de către Oficiul Stării Civile din Chișinău, Angela Moldovan s-a născut la Chișinău, însă de facto, locul ei de naștere este Botoșani.
În perioada interbelică, funcționarii cu posturi importante în Stat, cum era și Ioachim Borș, erau transferați cu serviciul la un interval de 2-3 ani în diferite zone ale țării. Angela Moldovan, împreună cu familia sa, a fost nevoită astfel să se mute cu traiul din oraș în oraș: 1927-1928 CHIȘINĂU; 1928-1930 IAȘI; 1930-1934 TÂRGU MUREȘ (Școala de Balet); 1934-1936 TIMIȘOARA (clasele I și II, Școala Primară); 1936-1939 SUCEAVA (clasele III, IV la Șc. Pr.; clasa a V-a la Liceul ”Regina Maria”); 1939-1944 IAȘI (clasele VI, VII, VIII, IX, X, la Liceul Ortodox de Fete din Iași); 1944-1945 ALBA-IULIA (clasa a XI-a); 1945-1946 DEJ (clasa a XII-a); 1946-1950 CLUJ (studentă la Universitatea din Cluj, Facultatea de Filosofie și Filologie); 1947-1952 CLUJ (studentă la Conservatorul ”Gheorghe Dima”, canto clasic). 
Când Angela Moldovan a împlinit vârsta de opt luni, tatăl ei a fost detașat de la Chișinău la Iași (anii 1928-1930).
Anii petrecuți în Târgu-Mureș (1930-1934) au fost anii unei copilării fericite. Părinții i-au oferit tot ce era mai bun din acest oraș pentru o educație aleasă – Școala de Arte, Secțiunea Balet.
Cele mai dragi amintiri din anii copilăriei au fost însă anii petrecuți la Timișoara, Suceava și IAȘI. La Timișoara Angela a făcut două clase de Școală Primară: clasa I (1934-1935) și clasa a II-a (1935-1936).

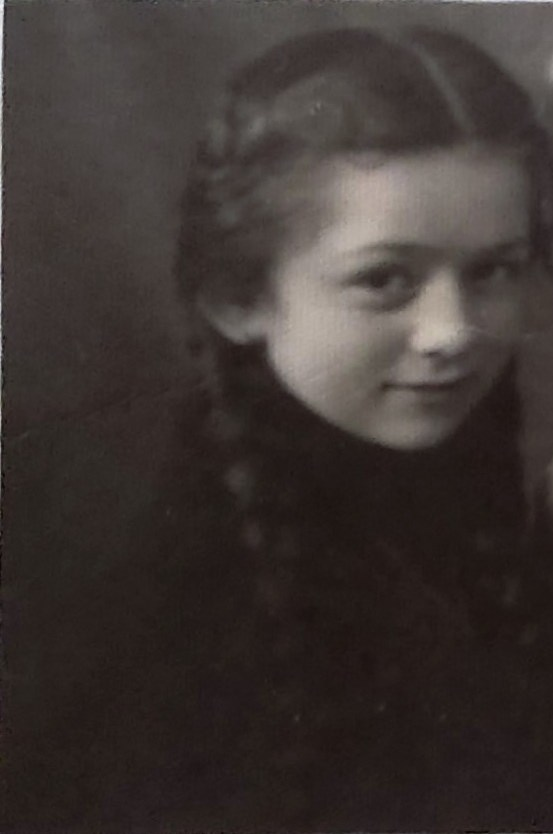
Angela Moldovan, elevă în clasa a IV-a, la Școala Primară din Suceava, 1938

Anii petrecuți la Suceava, vechea Cetate de Scaun a lui Ștefan Cel Mare, au fost ani plini de bucurie și soare. Aici Angela și-a continuat studiile la Școala Primară, urmând clasele a III-a (1936-1937 și a IV-a (1937-1938). A urmat apoi clasa a V-a (1938-1939) la Liceul de Fete „Regina Maria”. 
După absolvirea clasei a cincea (pe atunci prima clasă de liceu) la Liceul „Regina Maria” din Suceava, Angela Moldovan și-a continuat studiile la unul dintre cele mai prestigioase licee particulare din Iași, Liceul Ortodox de Fete „Doamna Elena Cuza” (în prezent Liceul „Varlaam Mitropolitul” din Iași). La Iași, Angela
Moldovan a făcut următoarele clase de învățământ liceal: clasa a VI-a=1939-1940; clasa a VII-a=1940-1941; clasa a VIII-a=1941-1942; clasa a IX-a=1942-1943; clasa a X-a=1943-
1944. A participat în Corul Liceului Ortodox de Fete din Iași, unde l-a avut ca profesor pe celebrul Vasile Popovici (1900-1973), compozitor, dirijor și profesor de Teorie și Solfegiu al Conservatorului de Muzică din Iași. La liceu se predau și ore de franceză, germană, engleză și italiană. Angela Moldovan stăpânea foarte bine toate aceste limbi străine (maghiara o știa de mică, din perioada în care s-a aflat cu părinții la Târgu-Mureș). Italiana studiată în liceu i-a permis să învețe operele compozitorilor italieni în original.

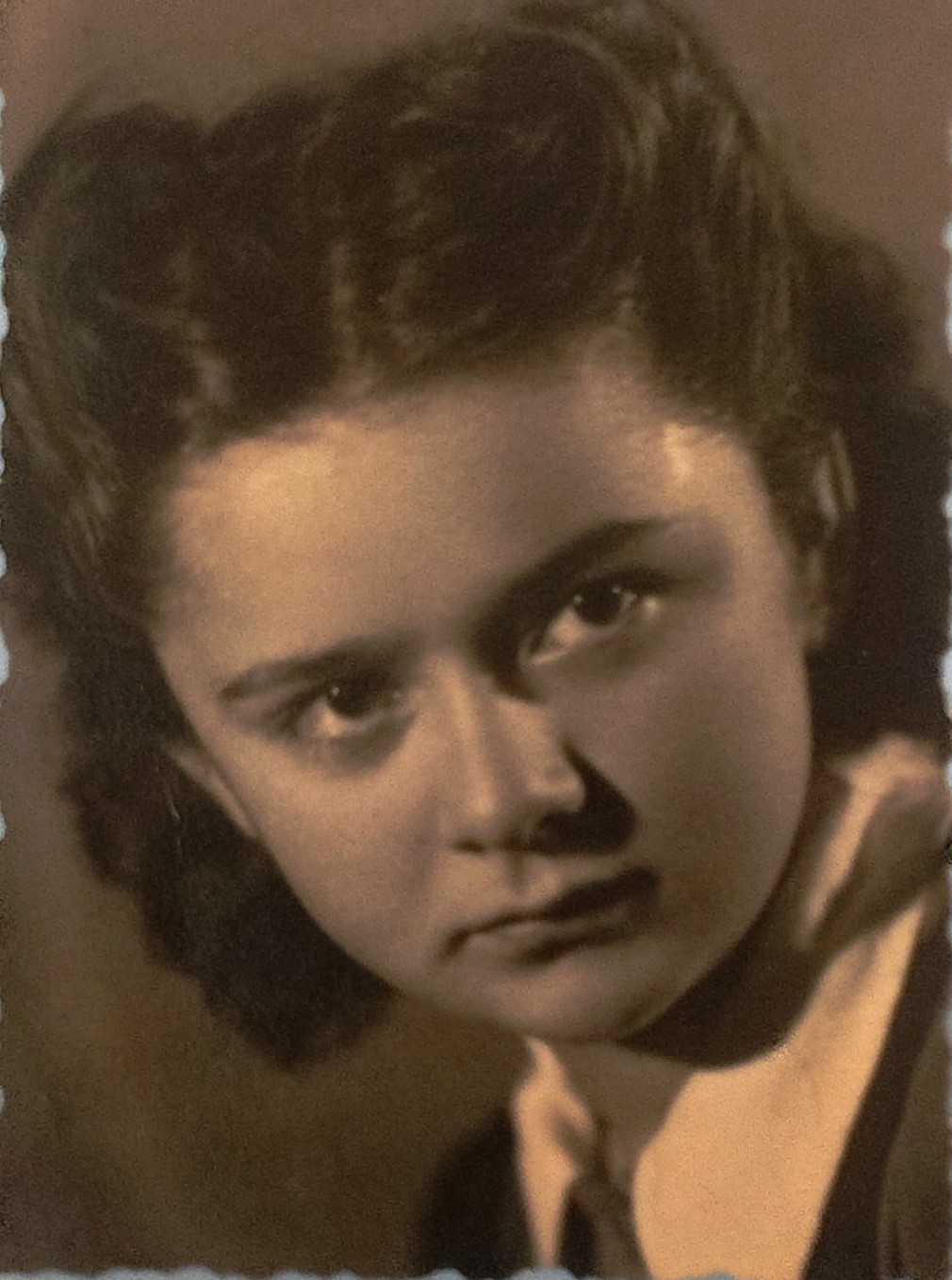
Angela Moldovan, elevă în clasa a VII-a, în uniforma Liceului Ortodox de Fete din Iași, 1941

Angela Moldovan a debutat pe scena Teatrului Național din Iași, în primăvara anului 1941, la vârsta de 14 ani. Ultimul spectacol al Angelei Moldovan a avut loc în 2008, la Iași, pe scena Teatrului National. Prima romanță pe care a compus-o Angela Moldovan a fost romanța Întinerești, bătrâne Iași, pe versuri de Mircea Block. În primăvara anului 1944, Liceul Ortodox de Fete „Doamna Elena Cuza” din Iași a fost evacuat la Orăștie. Dat fiind că în perioada anilor 1941-1945 tatăl ei fusese detașat cu serviciul la Alba-Iulia, Angela s-a alăturat părinților, urmând cursurile clasei a XI-a la Liceul de Fete din Alba-Iulia. În vara anului 1945 Ioachim Borș a fost transferat cu serviciul la Dej. Angela Moldovan își continuă studiile liceale, clasa a XII-a, la Școala Civilă de Stat pentru Fete din Dej. La Bistrița-Năsăud a susținut examenul de bacalaureat. În 1946 Angela Moldovan s-a înscris la Facultatea de Filozofie și Filologie, din cadrul Universității de Stat din Cluj. În 1948, după doi ani de studii la Universitatea din Cluj, Angela
Moldovan s-a înscris și la Conservatorul de Muzică din Cluj, secția Canto Clasic, urmând simultan două facultăți. 

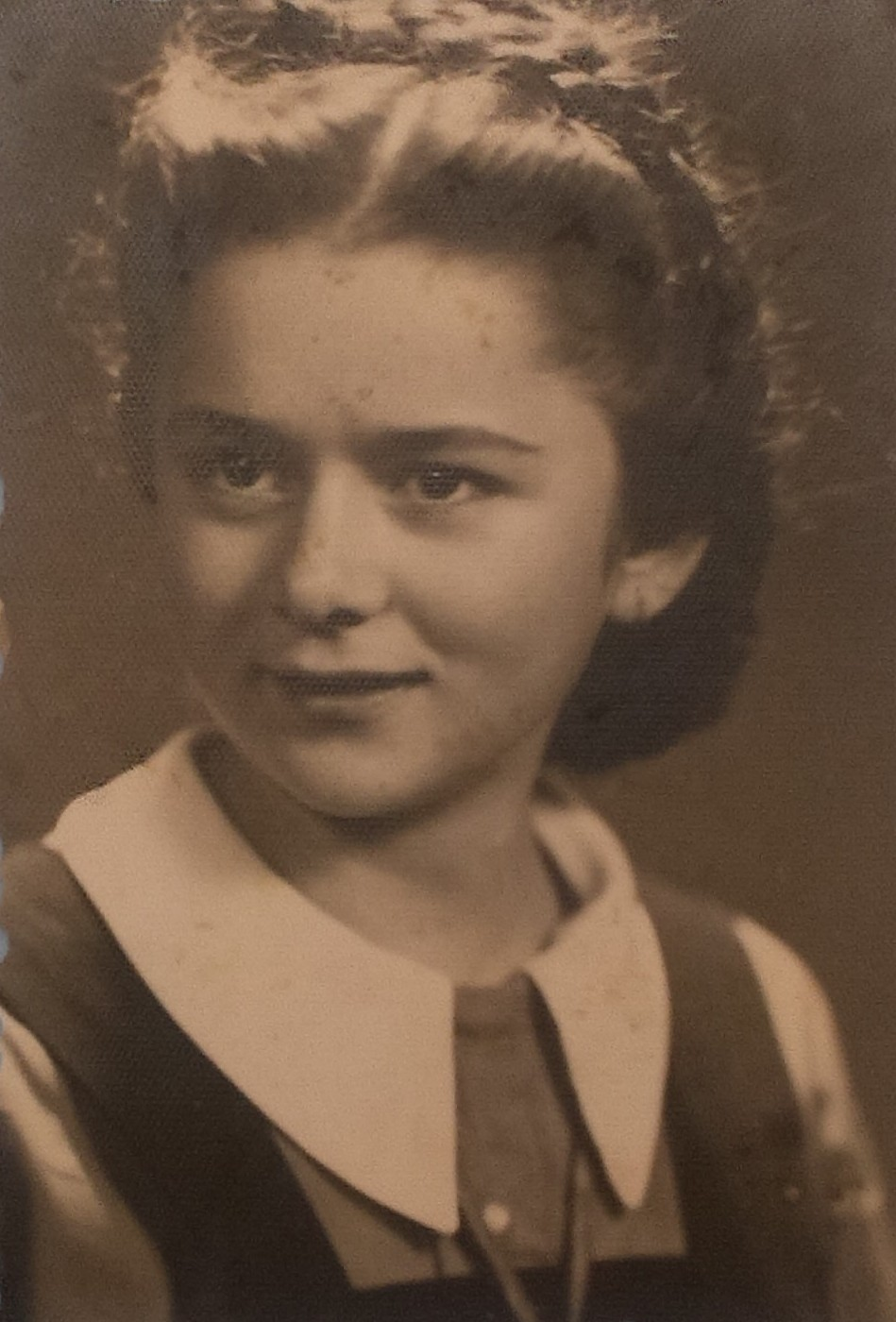
Angelica Moldovan, elevă în clasa a X-a, în uniforma Liceului Ortodox de Fete din Iași, 1943

## Debutul
Angela Moldovan a debutat ca soprană lirică în anul 1948 pe scena Operei din Cluj. Începând cu anul I de studii la Conservatorul de Muzică, Angela a fost angajată, prin concurs, pe post de solistă la Teatrul de Operă din Cluj. În perioada anilor1948-1952, soprana Angela Sandu (acesta fiind numele de scenă ales la cererea directorului teatrului, care considerase că numele de ”Borș” nu era potrivit) a interpretat 14 ROLURI. Baritonul ceh, Prhsl Koči, auzind-o cântând în Rigoletto a venit special în România ca să cânte cu Angela Moldovan în opera Boris Godunov. 

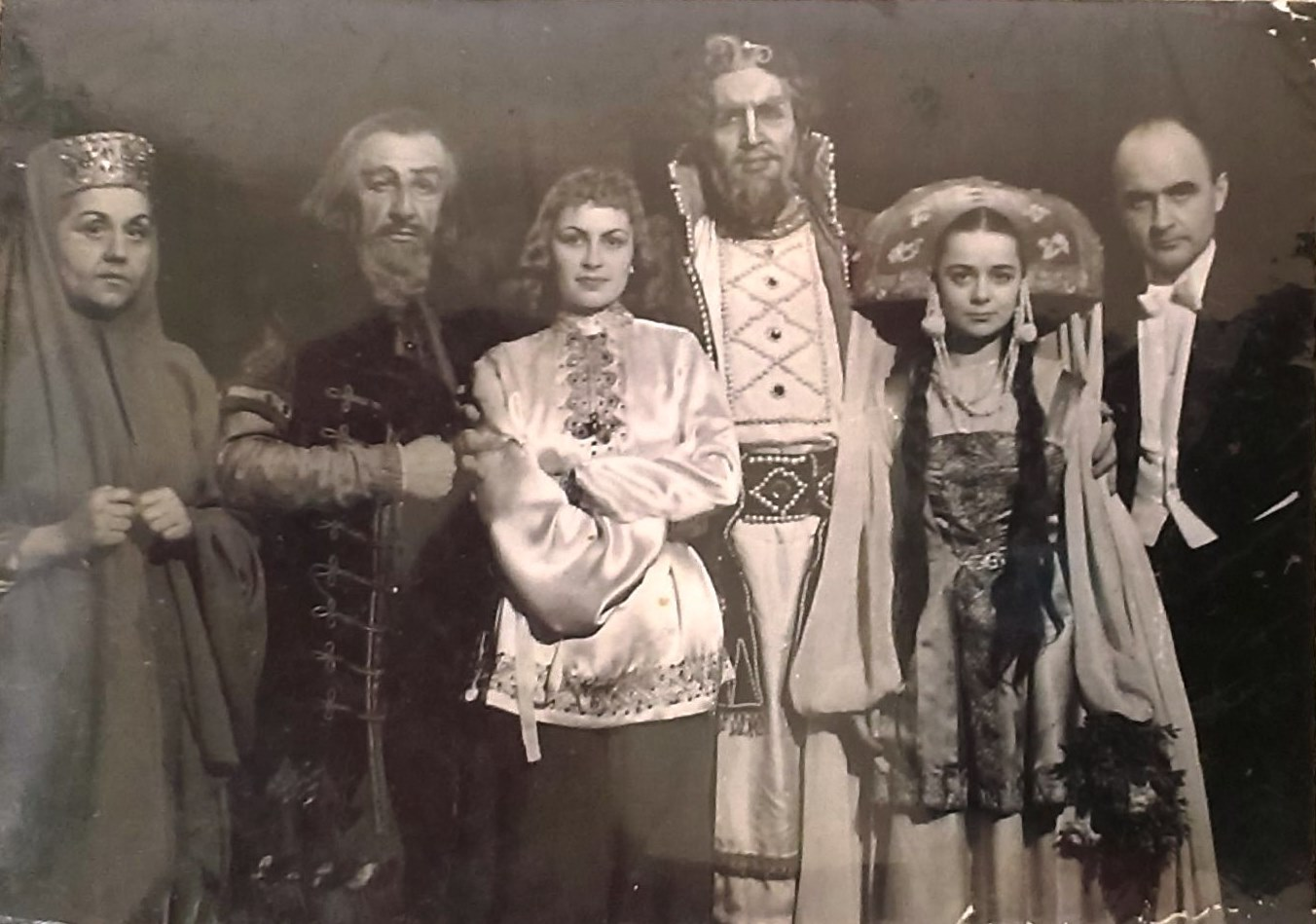
Soprana Angela Moldovan, în rolul Kseniei Godunova, alături de baritonul ceh Prhsl Koči, în rolul lui Boris, parteneri de scenă în opera Boris Godunov, la Opera din Cluj, anul 1950.

La Opera din Cluj, Angela Moldovan a jucat în următoarele spectacole de operă, în care a interpretat celebre roluri de soprană, precum: KSENIA Godunova, în opera Boris Godunov, compozitor Modest Mussorgski; HALKA, în opera poloneză Halka, compozitor Stanisław Moniuszko; GRETEL, în opera compozitorului german Engelbert Humperdinck Hänsel și GreteL.; GILDA, în opera Rigoletto de Giuseppe Verdi; DESDEMONA, în opera Otello de Giuseppe Verdi; AIDA, în opera omonimă de Giuseppe Verdi; LIZA, în opera Dama de pică a compozitorului rus Piotr Ilici Ceaikovski; MIMI, în opera Boema de Giacomo Puccini; CIO-CIO-SAN, în opera Madama Butterfly de Giacomo Puccini; ANTIGONA, în opera Oedip de George Enescu; ESMERALDA, în opera Mireasa vândută de compozitorul ceh Bedřich Smetana; ANA în opera Meșterul Manole de Paul Constantinescu; CHERUBINO (soprană în travesti) în Nunta lui Figaro de Wolfgang Amadeus Mozart; BARBARINA, în Nunta lui Figaro de Wolfgang Amadeus Mozart.

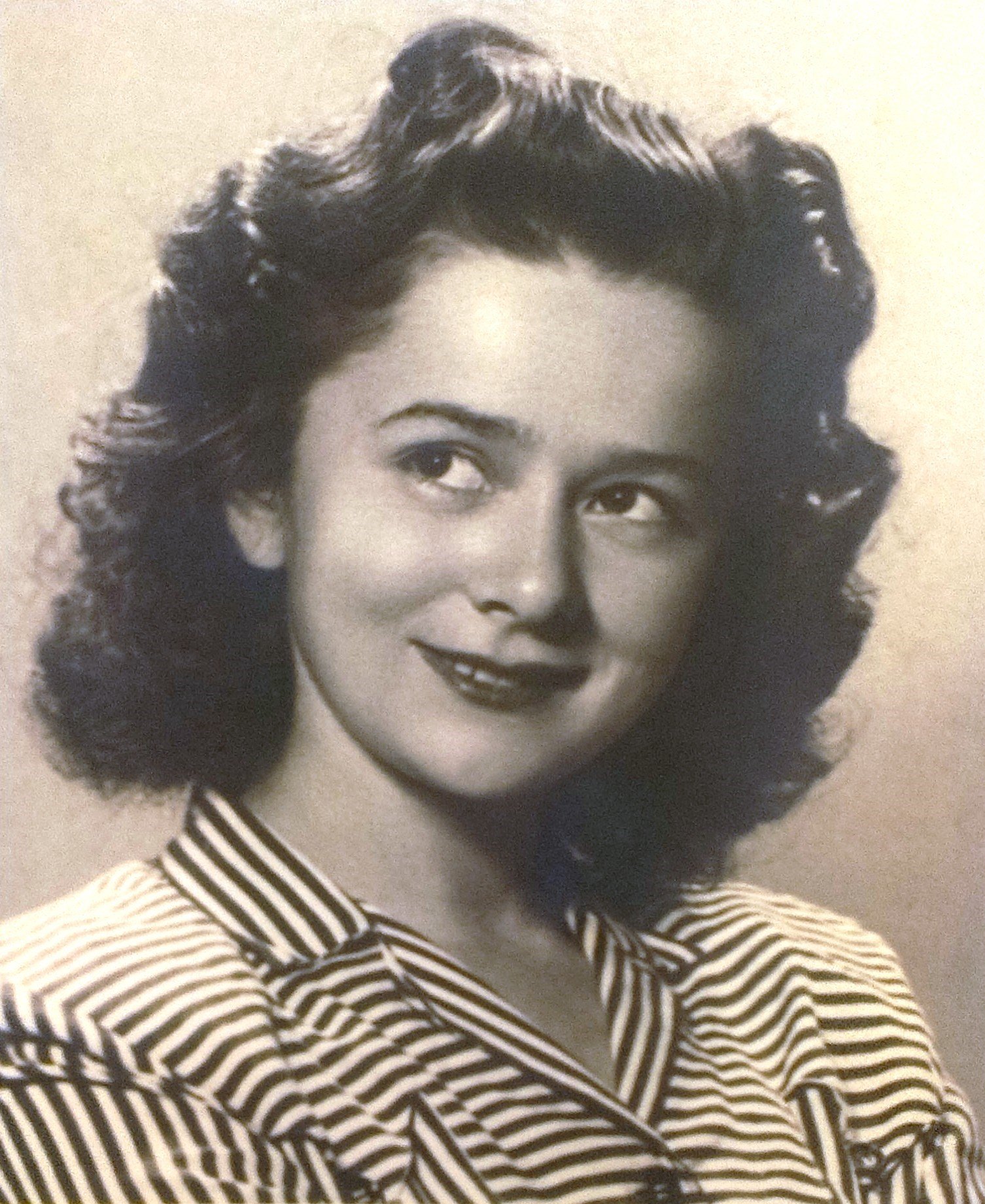
Angela Moldovan, soprană la Opera de Stat din Cluj, (1948-1952).

Anul 1950 reprezintă debutul Angelei Moldovan ca interpretă de muzică populară, în cadrul Orchestrei ”Înfrățirea” din Cluj, sub bagheta dirijorului Ilie Tetrade. În vara anului 1950 a înregistrat primele cântece populare la Radio Cluj: Mărioară de la munte, Nu-i bai și Merge satul la cules.

## Cariera artistică
Angela Borș (Sandu) și Victor Moldovan s-au căsătorit în anul 1952. În același an, Victor Moldovan a fost transferat la Teatrul Național din București. Angela, urmându-l, a trebuit să își caute un loc de muncă în instituțiile culturale din București. La început, a cântat în Ansamblul Doina al Armatei (perioada anilor 1952-1958). ”Micul militar” Angela Moldovan, îmbrăcată în uniformă de ofițer, cânta arii din opere (aria lui Cio-Cio-San, Mimi din Boema etc.), dar și muzică populară (Când eram la mama mea, Mărioară de la munte, Marinică de la greci, Badea-l meu cu părul galben, Bătuta ursului, Pe sub deal, pe sub pădure). În 1956 a înregistrat celebrul cântec La oglindă, care s-a bucurat de un succes enorm. În volumul Ciocârlia 1947-1967, un cronicar de specialitate afirma: „Binecunoscuta melodie ”La oglindă” intrată în patrimoniul cîntecelor de durată, alcătuită pe versurile nemuritoare ale lui George Coșbuc, a reintrat în circuitul notorietății datorită strălucitei interpretări, ce i-a fost dată în anii noștri, de artista emerită Angela Moldovan, căreia în modul cel mai deplin îi revine meritul de a-i fi adăugat sensibilitatea și modalitatea unei expuneri excepționale”.

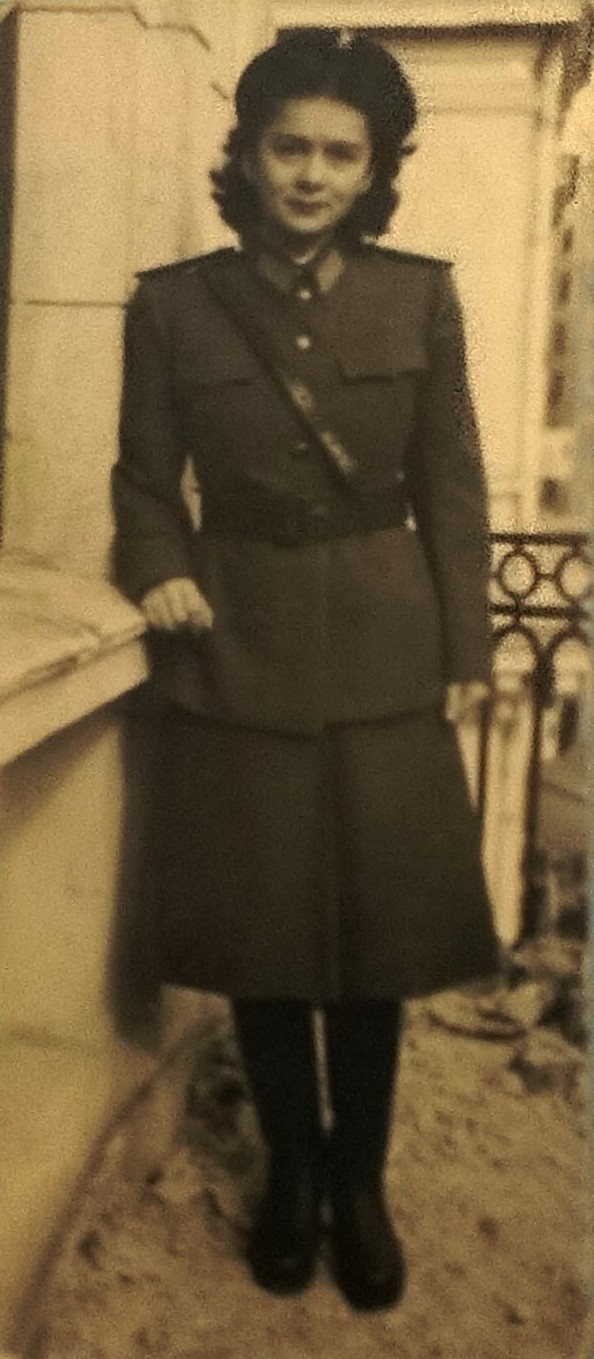
Angela Moldovan cânta în costum de ofițer aria lui Cio-Cio-San din opera Madama Butterfly, acompaniată de orchestra DOINA a Armatei, București, anul 1953.

În calitate de solistă a Ansamblului Profesionist Doina al Armatei, Angela Moldovan a realizat primul său turneu în Bulgaria, unde a avut un mare succes. Au urmat apoi spectacole prin toată țara, dar și în străinătate (U.R.S.S., Polonia, Mongolia etc.). 
Începând cu anul 1958, Angela Moldovan este angajată ca PRIM SOLISTĂ în Ansamblul Artistic CIOCÂRLIA al Ministerului Afacerilor Interne, la invitația Maestrului Victor Predescu. În cadrul acestui Ansamblu a activat timp de 33 de ani (1958-1991).

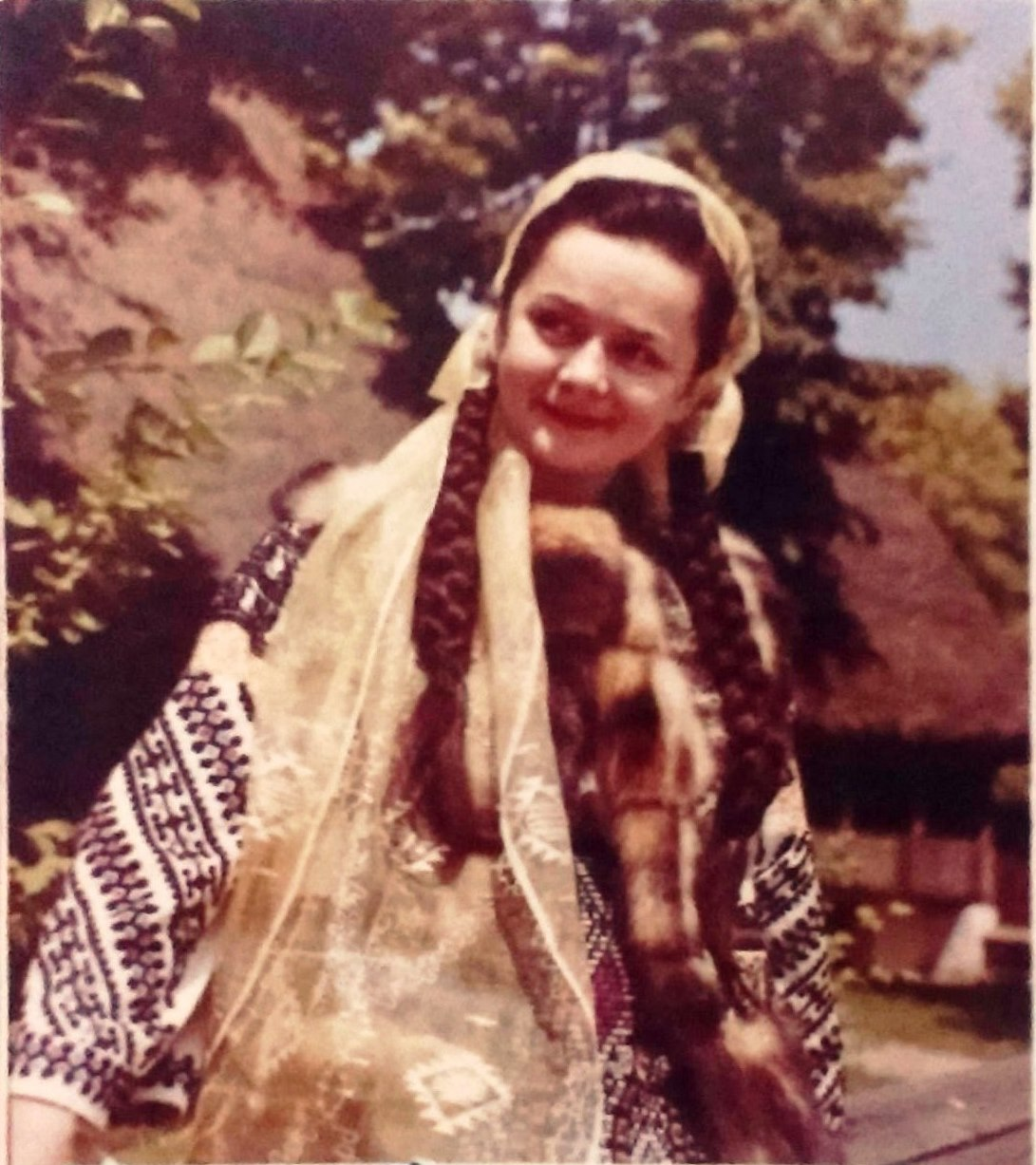

Angela Moldovan a colaborat cu cele mai renumite ansambluri din țară: Orchestra de Muzică Populară ”Înfrățirea” din Cluj; Orchestra Ansamblului ”Doina” a Armatei; Ansamblul Artistic „Ciocârlia”; Orchestra Ansamblului „Barbu Lăutaru”; Orchestra de Muzică Populară Radio; Orchestra Ansamblului „Rapsodia Română”; Orchestra ”Doina Moldovei” din Iași; Orchestra ”Doina Vrancei” din Focșani; Orchestra ”Miorița” din Brașov; Orchestra Ansamblului Folcloric „Târgu Mureș”; Orchestra „Brâulețul” din Constanța; Orchestra „Plaiurile Bistriței” din Bacău; Orchestra „Rapsozii Botoșanilor”; Orchestra Ansamblului „Ciprian Porumbescu” din Suceava; Orchestra Ansamblului de Stat ”Lăutarii” din Chișinău”, ș.a
La pupitrul orchestrelor cu care a cântat Angela Moldovan au fost mari dirijori: Ilie Tetrade (Orchestra Înfrățirea din Cluj); Radu Voinescu (Orchestra de Muzică populară Radio); Constantin Dinicu (Orchestra de Muzică Populară Electrecord); Ionel Budișteanu (Orchestra Ansamblului Rapsodia Română); , Victor Predescu (Orchestra Ansamblului Ciocârlia); Nicu Stănescu (Orchestra Barbu Lăutaru); Nicușor Predescu (Orchestra de muzică Populară Radio); Constantin Arvinte (Orchestra Ansamblului Ciocârlia); Paraschiv Oprea (Orchestra de muzică Populară Radio. Orchestra Ansamblului Rapsodia Română); Gheorghe Vancu (Orchestra Ansamblului ”Doina” al Armatei); Ion Albeșteanu (Orchestra de Muzică Populară Radio); Dumitru Crețu (Orchestra Doina Moldovei din Iași); Nelu Toma (Orchestra Doina Vrancei din Focșani); Dan Moisescu (Orchestra Miorița din Brașov); Nicolae Botgros, George Sârbu (Orchestra Ciprian Porumbescu din Suceava); Ion Cobâlă (Orchestra ”Rapsozii Botoșanilor”) ș.a.

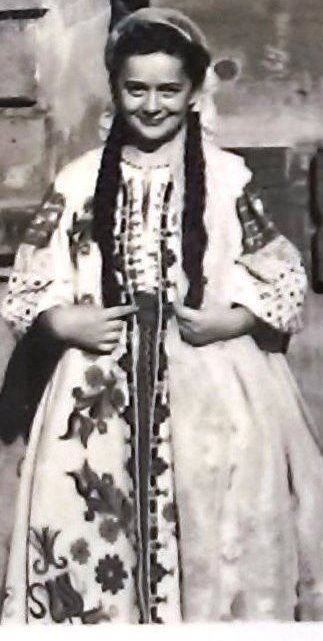
Angela Moldovan, Prim-solista Ansamblului Ciocârlia, București, 1959.

## Repertoriu

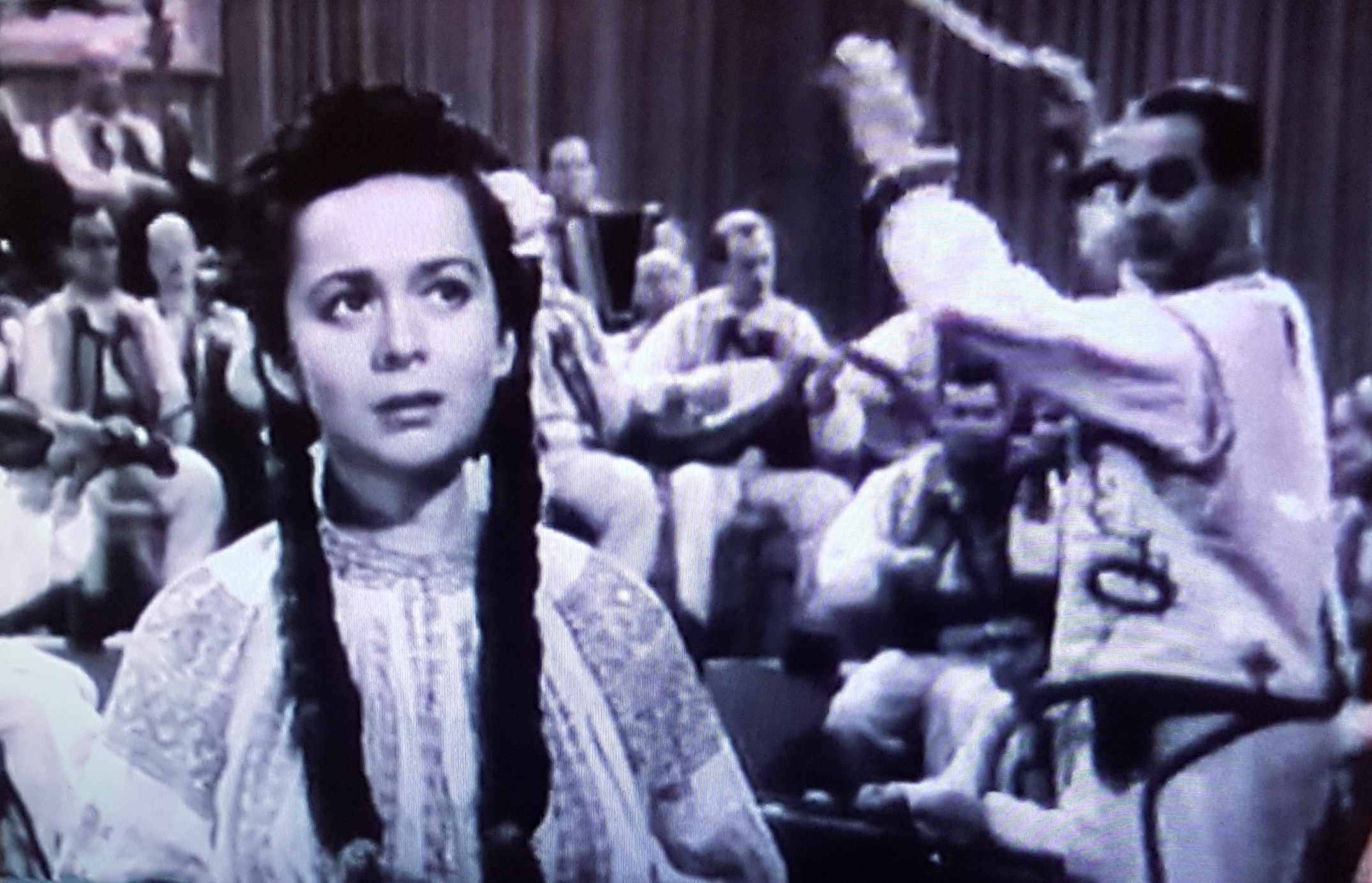
Angela Moldovan interpretând piesa ”Când eram la mama mea”, 1958

Angela Moldovan a avut un repertoriu vast ce a cuprins cântece din mai multe categorii muzicale: doine, cântece de dragoste, de joc (hore, sârbe, bătute, geamparale moldovenești), de petrecere, cântece satirice, cântece de leagăn, balade. Artista a fost și o asiduă culegătoare de folclor moldovenesc: Sârbă din Deleni a fost descoperită și interpretată de Angela Moldovan pe toate scenele pe care a cântat. Legendara piesă muzicală Mi-am făcut bundiță nouă este un cântec popular din Iași care se intitula, în original, Mi-am făcut cămeșă nouă. Majoritatea repertoriului Angelei Moldovan își are sursa în folclorul moldovenesc, îndeosebi cel din zona Iașiului: ”Polobocul bătrînesc” (Deleni); ”Spune, mamă ce să fac?” (Iași); ”Așa umbla mama me” (Iași); ”Mi-am pus dorul pe cântar” (Iași); ”Când eram copil de-un an” (Iași); ”Măi Gheorghiță, un-te duci” (Iași); ”Mi-o spus badea pe cărare” (Iași); ”I-o zis mama lui taica” (Iași); ”Up, țup, țup cî poali nu-s” (Iași); ”Hai să-ntindem hora mare” (Iași); ”Harnic e bărbatul meu” (Iași); ”Cântec din Moldova”; ”Asta e Moldova mea”; ”La Moldova, la hotare”; ”Hora de la Iași”; ”Maria” (Iași); ”Fata neichii” (Iași); ”Bun e vinul de Cotnari”; ”Cine stă posomorâtă” (Hîrlău); ”Ia-mi tăicuță papucei” (Hîrlău); ”Dorul mă cată pe-acasă” (Voinești); ”Frunză verde pănușîcă” (Voinești), ”Pîrăuț de lângă moară” (Voinești).
Unele dintre cântecele Angelei Moldovan au versurile semnate de către textierul Mircea Block. Sunt însă și piese compuse pe versurile și muzica artistei: Asta e Moldova mea; Cântec de leagăn; Drag mi-e cântecul și jocul; Nu-mi dau cântecele mele; Pe mine cine mă sărută; Pentru ce ia foc o inimioară; Pentru fetele din țara mea; Pe-un plai frumos; Spune lună, spune soare; Și-am zis verde din lăstar; Țară mândră, colț de rai; Mi-a trimis Radu scrisoare; Româncuța.

## Interpretă de romanțe
Paraschiv Oprea spunea: ”Dacă vreți să ascultați o romanță cântată dumnezeiește, ascultați-o pe ANGELA MOLDOVAN”. Romanța STELUȚA, pe versuri de Vasile Alecsandri, este considerată un model de interpretare a romanței românești în stil clasic. 

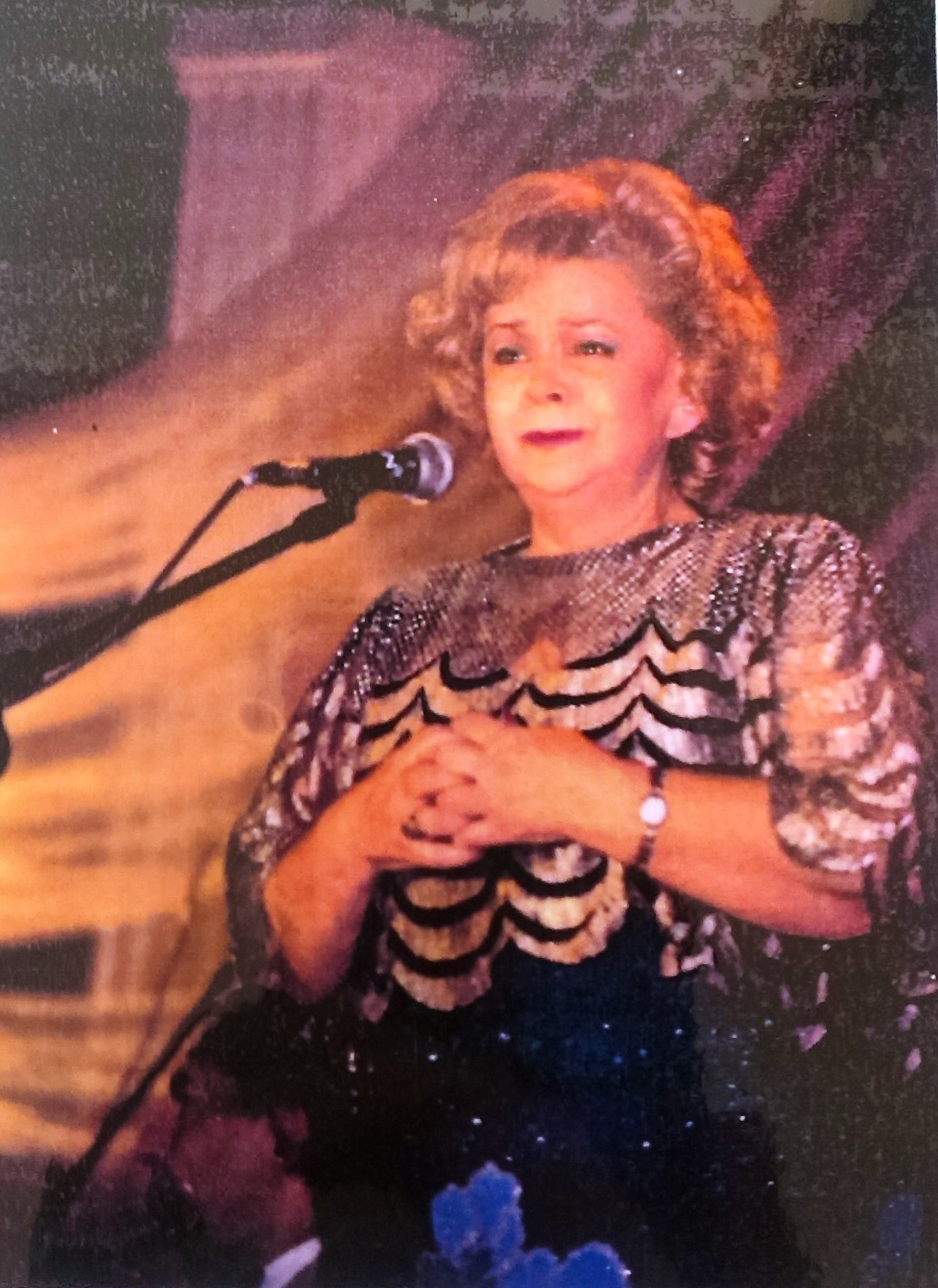
Angela Moldovan interpretă de romanțe, în Gală la Crizantema de Aur, Târgoviște

Angela Moldovan a înregistrat mai multe discuri de vinil cu romanțe. Primul dintre ele, cel intitulat MI-E TARE DOR, înregistrat la Electrecord, în 1988, cuprinde 9 romanțe: Mi-e tare dor; Pe lângă boi; Dac-ai ști ce este dorul; O romanță de iubire; Mai am un singur dor; Iubesc cum n-am iubit vreodată; O lacrimă; Steluța; Nu-i niciodată prea târziu. Alte romanțe interpretate de Angela Moldovan sunt: Iubesc cum n-am iubit vreodată; Pe lângă plopii fără soț; Bătrânii; Sub vișinul în floare; Am iubit doi ochi albaștri; De ziua nunții tale-ți scriu; Călugărul din vechiul schit; Mândra mea de altă dată; Cruce albă de mesteacăn; Mi-e dor de ochii tăi; Se-aude clopotul la schit; Rodica; Adio; Somnoroase păsărele; De ce nu-mi vii?; Dorurile mele; Mi-e dor de munți, de Caraimanul; Te-aștept pe-același drum; De ți-am greșit; Pentru ochii tăi; Trece-un car cu boi; Rămâi, o, nu pleca; În fânul de curând cosit; Pe sub fereastră; Mi-e dor de nopți cu lună plină; Să treci prin lume fără dor; N-ai să știi niciodată; Dacă-n douăzeci de toamne; Smaranda; Să nu spui dorul nimănui ș.a. Angela Moldovan a fost și compozitoare de romanțe. Cel mai răsunător succes l-a avut romanța sa MI-E DOR DE CASA CU CERDAC. Alte romanțe compuse de Angela Moldovan sunt: Întinerești, bătrâne Iași; Romanța amintirilor; Trandafirul din urmă; În drum; Pasăre roșie ca focul ș.a.

## Turnee internaționale
După turneele întreprinse în America (1962) și Anglia (1967), Angela Moldovan a avut parte de Recunoaștere Mondială. ”Privighetoarea României” a dus cântecul popular în toată lumea, unde l-a făcut nemuritor.: ”Marele merit al Angelei Moldovan constă în a-i fi dat cântecului popular dimensiunea de culturalitate românească, promovând această entitate culturală pe scenele lumii. Angela Moldovan a așezat folclorul în capul mesei valorilor culturale, l-a transformat într-una dintre cele mai mari bogății pe care le are țara românească – muzica populară – și a oferit acest tezaur mapamondului prin turneele efectuate în lume. Prin glasul Angelei Moldovan am obținut una din cărțile de identitate românească în circuitul valorilor muzicale mondiale. A cântat la regi și regine, împărați și prinți, șefi de stat și oameni importanți ai acelor vremuri: regina Angliei Elisabeta a II-a și prințul consort Phillip, regele Hassan al II-lea al Marocului, Prințul Arabiei Saudite Moulay Abdallah, Președintele S.U.A. John Kennedy, Secretarul de Stat al S.U.A. Dean Rusk, Cancelarul Federal al Austriei Iosef Klaus, Conducătorul U.R.S.S. Nikita Hrușciov, Prim-Ministrul Chinei Ciu-En-Lai (care i-a înmânat și o medalie), Prim-Ministrul Vietnamului Ho-Și-Min”. (Nina Cuciuc, Angela Moldovan - Privighetoarea României, Iași, 2020).

Artista Emerită a României Angela Moldovan a efectuat turnee în 68 de țări: 1) Bulgaria, anii 1953 și 1982; 2) Albania, anii 1955-1956: 3) Mongolia, 1956; 4) Franța (în mai multe orașe), 1956 și 1964; 5) Austria (Viena), în 1956 și în 1964; 6) Rusia (fosta U.R.S.S., în mai multe orașe precum Moscova, Leningrad, Voronej), 1956, 1957, 1959, 1964 și 1967; 7) China, 1956  – Turneul din China cu Ansamblul Doina al Armatei a durat șase luni de zile, la rugămintea autorităților chineze; 8) Coreea de Nord, anul 1956; 9) Japonia, anul 1956; 10) Coreea de Sud, 1956; 11) Vietnam, anul 1956; 12) Cambodgia, anul 1956; 13) Laos, anul 1956; 14) Tanzania, anul 1956; 15) Indonezia, anul 1956; 16) Birmania, anul 1956; 17) Republica Democrată Germania (R.D.G., 1945-1989), anii 1957 și 1958; 18) Republica Federală Germania (R.F.G., 1945-1989), anul 1957; 19) Cehoslovacia, turneu într-o țară, astăzi două țări, Cehia și Slovacia, în 1958; 20) Suedia, turneu în capitala Suediei, orașul Stockholm, anul 1958; 21) Norvegia, turneu în Regatul Norvegiei, 1958; 22) Bielorusia, în capitala Minsk, anii 1957 și 1959; 23) Bașchiria, turneu în capitala Bașchiriei , orașul UFA, în anul 1957; 24) Kazahstan, anul 1957; 25) Iugoslavia, anul 1958; 26) Bosnia și Herțegovina, 1958; 27) Croația, 1958; 28) Macedonia, 1958; 29) Muntenegru, 1958; 30) Voivodina, 1958; 31) Kosovo, 1958; 32) Slovenia, 1958; 33) Ucraina, orașul Kiev, anul 1959; 34) Polonia, anii 1959 și 2002; 35) Ungaria, anul 1959; 36) Tadjikistan, anul 1959; 37) Azerbaidjan, anul 1959; 38) Uzbekistan, anul 1959; 39) Turkmenia (Turkmenistan), anul 1959; 40) Iran: anul 1959; 41) Kirghizia (astăzi Kârgâzstan): anul 1959; 42) Republica Mari El (fostă componentă U.R.S.S., astăzi subiect al Federației ruse), anul 1959; 43) Grecia, anul 1961; 44) Italia, anul 1961; 45) Olanda, turneu în Țările de Jos (Luxemburg și Olanda), în orașele Haga și Amsterdam, anul 1961; 46) Danemarca, anul 1962; 47) Finlanda, anul 1962; 48) Canada, anul 1962; 49) S.U.A, CEL MAI RĂSUNĂTOR TURNEU întreprins de Angela Moldovan, țara care a apreciat talentul Angelei Moldovan egalându-l cu imensitatea glasului privighetorii. Criticul muzical Paul Hume scria în presa americană din noiembrie 1962: Angela Moldovan – Privighetoarea României – o voce care se avântă în înaltul Cerului, aproape de divinitate, de unde își soarbe din petalele stelelor fermecătorul tril și ni-l oferă nouă, spectatorilor săi; 50) Belgia, anul 1964; 51) Anglia, anul 1967; 52) Elveția, anul 1967; 53) Letonia, anul 1967; 54) Lituania, anul 1967; 55) Estonia, anul 1967; 56) Gruzia, anul 1967; 57) Armenia, anul 1967; 58) Maroc, anul 1970; 59) Algeria, anul 1970; 60) Tunisia, anul 1970; 61) Egipt: anul 1970; 62) India: anul 1973; 63) Bangladesh: anul 1973; 64) Arabia Saudită, anul 1975; 65) Kuweit, anul 1975; 66) Iordania, anul 1975; 67) Republica Moldova, anul 1988; 68) IsraeL, în anii 1966, 1967, 1969, 1976, 1981, 1987, 1997, 2000 și 2002. 

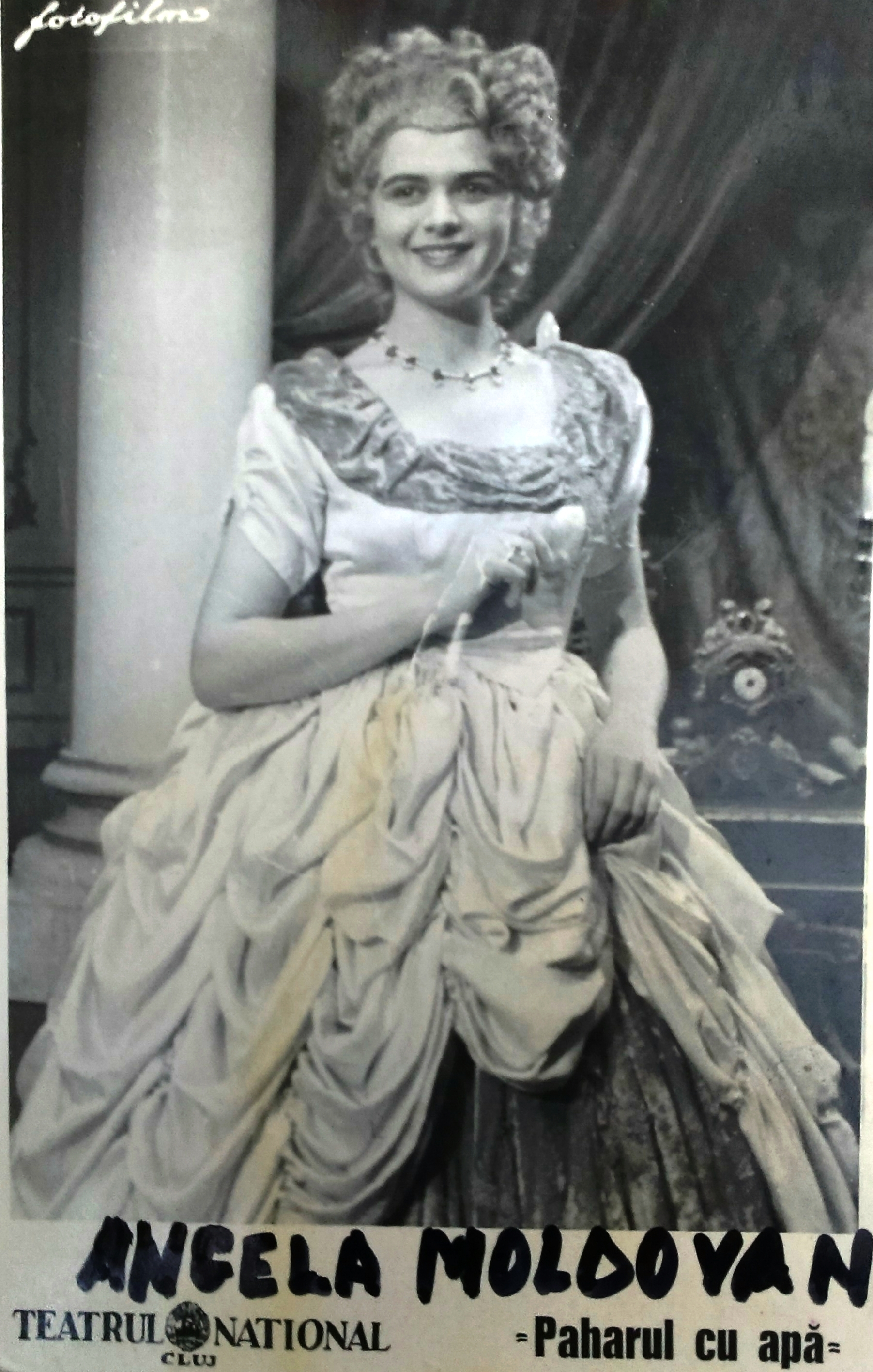
Angela Moldovan în rolul tinerei domnițe din piesa PAHARUL CU APĂ, pe scena Teatrului Național din Cluj

PRIMUL TURNEU întreprins de către un artist român în STATELE UNITE ALE AMERICII a fost turneul Angelei Moldovan, unde cântăreața a repurtat un succes răsunător. În S.U.A., Angela Moldovan a avut turnee timp de trei luni, în 56 de orașe, dând peste 65 de spectacole vizionate de circa 350.000 persoane. Turneul a început în orașul Seattle, de pe coasta Pacificului, în Nord Vestul Americii. Pe rând, turneele au continuat în orașele San Francisco, Sacramento, Hollyvood, Pasadena, Los Angeles, Long Beach, Minneapolis, Chicago, Indianapolis, Detroit, Pittsburg, Cleveland, Middletown, New York și Washington. 

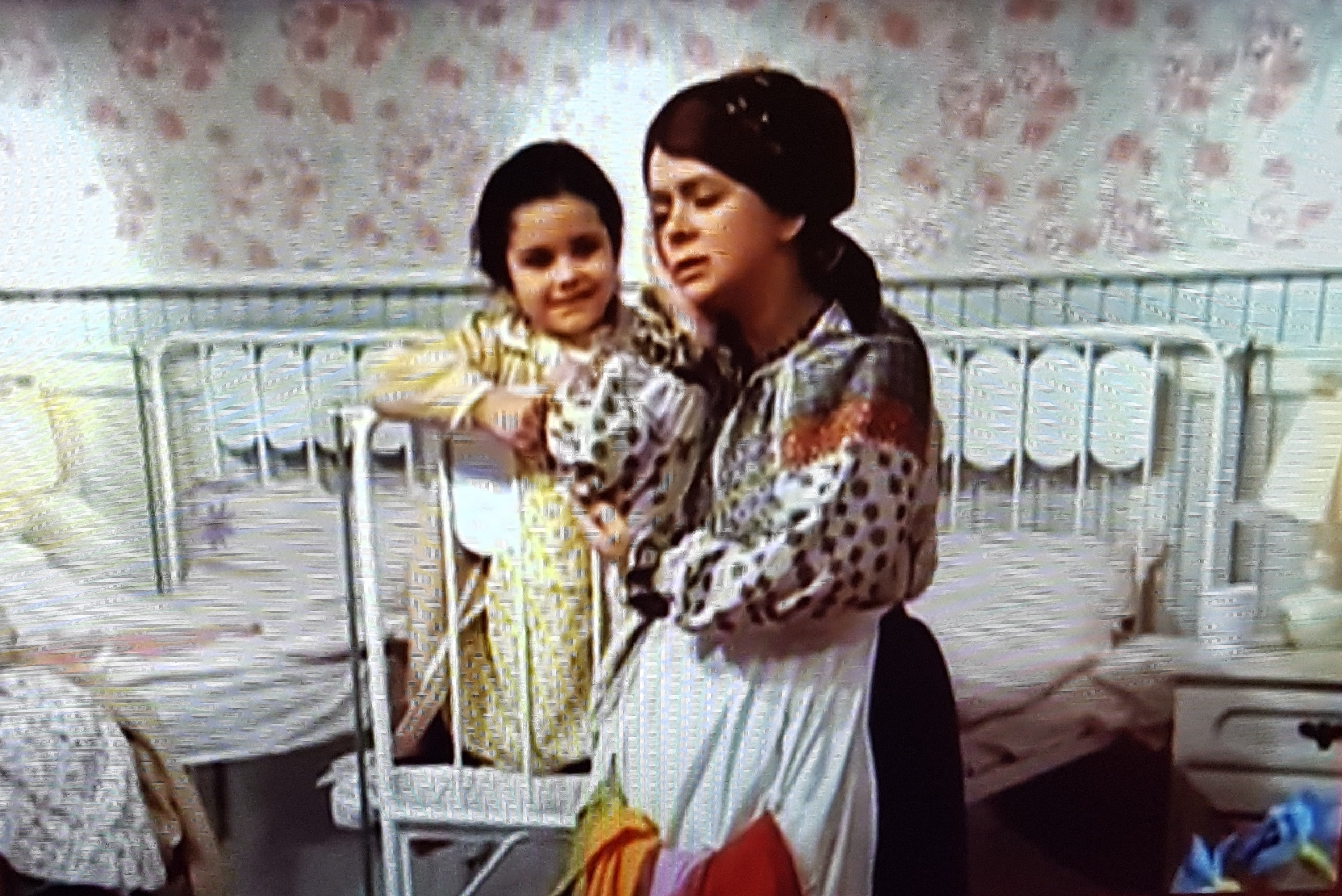
Angela Moldovan în rolul Smarandei din filmul Veronica, 1973

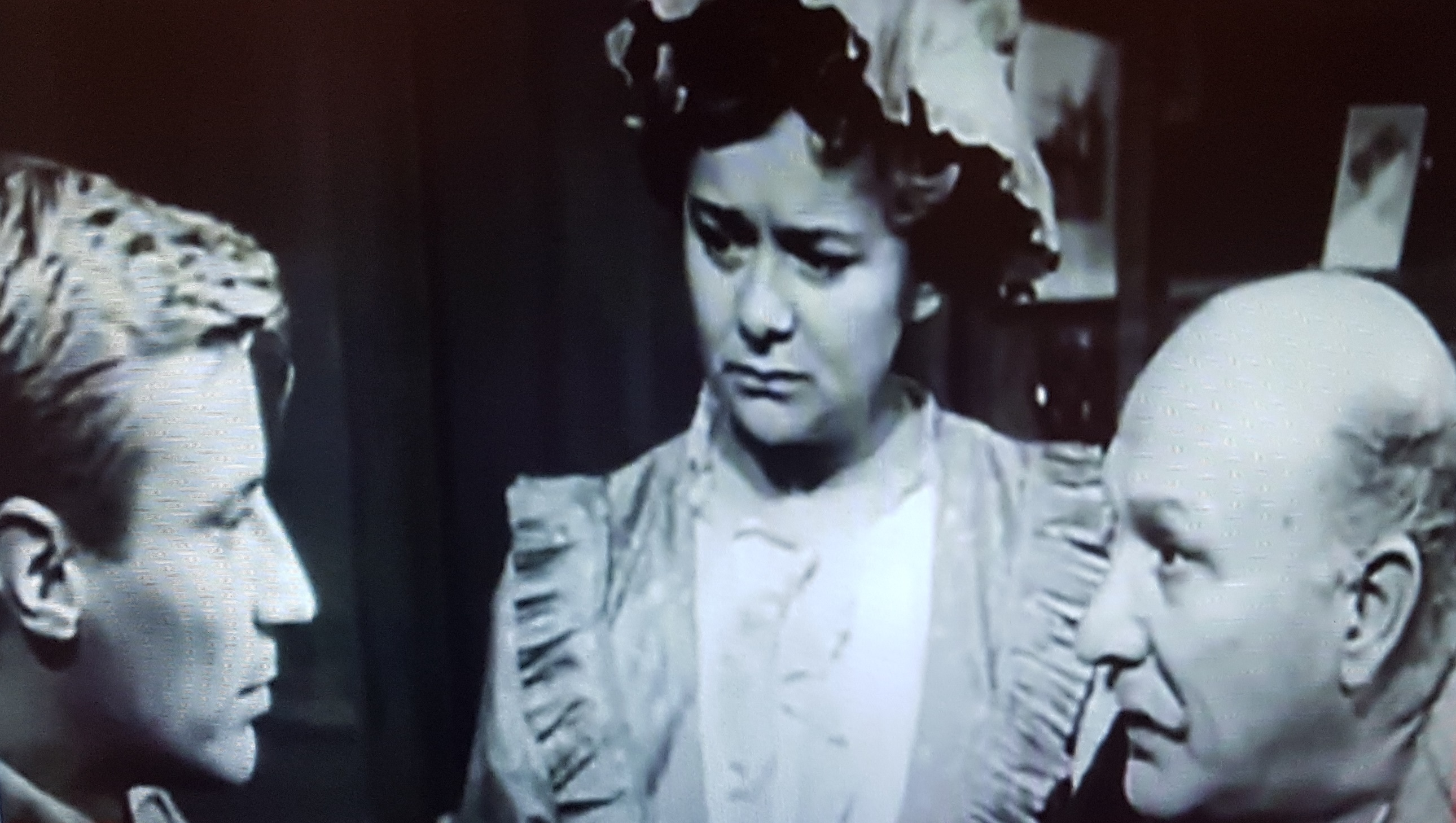
Angela Moldovan în rolul doamnei Tomșa din filmul Pădurea spânzuraților, 1964

Angela Moldovan a impresionat-o cu vocea sa de privighetoare și pe Regina Angliei Elisabeta a II-a, fiind invitată la recepția dată de Majestatea Sa Regală după spectacolul de la Birmingham Theatre. În timpul recepției, Angela Moldovan s-a întreținut cu Regina Elisabeta și cu invitații săi: Tom Jones, Bob Hope, Mireille Mathieu.

## Teatru și film
În perioada anilor 1950-1952, Angela Moldovan a fost angajată și la Teatrul Național din Cluj. În acești doi ani, actrița Angela Moldovan a jucat cinci roluri pe scena Naționalului clujean. Primul rol l-a avut în piesa Paharul cu apă, în care a jucat împreună cu Victor Moldovan. Activitatea artistică teatrală s-a terminat odată cu plecarea celor doi soți la București. 
Angela Moldovan a fost solicitată de unii regizori români în producții cinematografice. Cunoscuta regizoare de filme pentru copii, Elisabeta Bostan, a distribuit-o cel mai mult în creațiile sale cinematografice.

## Cariera didactică
În perioada anilor 1978-1999 a activat ca profesoară de canto la Școala Populară de Artă București, pregătind mai multe serii de elevi.

## Premii și distincții
În 2002 Angela Moldovan a fost decorată cu Ordinul Național „Steaua României” în grad de Cavaler. Alte distincții și premii: Ordinul „Meritul Național”, 2003; Artist Emerit din Republica Populară România, 1962; Ordinul „Meritul Cultural”, clasa a II-a, 1967; Ordinul Muncii, clasa a II-a, 1962; Ordinul Muncii, clasa a III-a, 1957; Discul de Aur primit de la Casa de discuri Electrecord, 1962; Trofeul Național „Zece pentru România”, București, 2010; Trofeul Național „Gala Confidențial 2011, Secțiunea Folclor”; Trofeul Național Etnofolclor „Miorița – 1988 – Toplița”; Medalia de Aur la Festivalul Mondial de Tineret de la București, 1953; Medalia de Aur a Festivalului Tineretului și Studenților de la Varșovia, 1955; Medalia de Aur a Festivalului Tineretului și Studenților de la Moscova, 1957; Premiul al II-lea la Concursul Internațional al tinerilor muzicieni de la Paris, 1953; Peste 50 de Diplome de Excelență. Angela Moldovan a fost laureată a Festivalurilor și Concursurilor Internaționale din București (1953), Varșovia (1955) și Moscova (1957). 

## Aprecieri în presa internațională
Angela Moldovan a cântat pe cele mai mari scene ale lumii: Constitutional Hall din Washington, Carnegie Hall din New York; din Franța: Olympia din Paris și Alhambra; din Austria: Staatshalle din Viena; din Rusia: Sala Congreselor din Moscova, Teatrul Mariinski din Sankt-Petersburg etc. În orașele în care făcea turnee, posturile de radio locale transmiteau cântecele interpretate în concerte de Angela Moldovan, creându-se, astfel, ocazia ca artista să fie ascultată de toată populația localităților în care avea spectacole.
Criticul muzical american Paul Hume, în articolul său publicat în ziarul Washington Post and Times Herald (1962), a numit-o „Privighetoarea României”: „Angela Moldovan – Privighetoarea României – o voce care se avântă în înaltul Cerului, aproape de divinitate, de unde își soarbe din petalele stelelor fermecătorul tril și ni-l oferă nouă, spectatorilor săi. Nu înțelegeam ce spune, dar pricepeam tot ce vrea să spună după zîmbetul său șăgalnic, după trilu-i de privighetoare.” În interviurile sale, Angela Moldovan povestea despre o întâmplare derulată în timpul turneului din America: ”La spectacolul de la Sala Constitution Hall din Washington a fost prezentă și soția lui John F. Kennedy, Jacqueline Kennedy. Doamna Kennedy a urcat pe scenă, după ce publicul m-a bisat de mai multe ori și mi-a oferit un coș cu flori. Prima Doamnă o ținea de mână pe fiica sa, Carolina. Am fost foarte emoționată și i-am înmânat Carolinei, fiicei președintelui, un cadou – o păpușă îmbrăcată într-un splendid costum popular din zona Moldovei. Păpușa a impresionat-o foarte mult pe fetiță, s-a văzut după felul în care a început să sară în sus de bucurie pe scenă, stârnind admirația publicului”. (Nina Cuciuc, Angela Moldovan – Privighetoarea României, Iași, 2020).
În 1964 a susținut 67 de spectacole pe scenele unor mari capitale și orașe principale din șase țări europene. Despre turneul în Franța, turneu ce a durat 81 de zile, au scris cronici mai multe ziare franceze: Le Figaro, Paris-jour, France-Soir, Libération, Combat. În Belgia spectacolele au avut loc la Opera Regală din Bruxelles. Ziarul belgian Le Peuple scria că: „Angela Moldovan cântă cu atâta farmec, cu atâta spontaneitate și veselie molipsitoare încât, cucerit, publicul a bisat-o de trei ori”. Ziarul Le Drapeau Rouge, în data de 7 iulie, 1964 scria: ”O ploaie de lalele a inundat scena în Sala de spectacole din Haga, plină până la refuz, ovaționând-o în picioare pe Angela Moldovanu”. La München spectatorii au format un coridor, aclamând-o pe Angela Moldovan. La Viena, în Sala Staatshalle, a urcat pe scenă Cancelarul Austriei Iosef Klaus ca să-i ofere un coș cu flori. Au aplaudat-o: Berlinul, Frankfurtul, Leipzigul, Dresda. În 1967, timp de trei luni, a făcut un turneu în Marea Britanie, concertând în 13 orașe care au cumulat 100 de spectacole. A cântat la Birmingham Theatre în septembrie 1967, la care a asistat și Regina Elisabeta a II-a.
În articolul intitulat „Miracolul Angela Moldovan”, ziarul FACLA din Israel (iunie 1967) scria
: „A doua oară în țara noastră, Angela Moldovan stîrnește același farmec dulce, greu de definit în cuvinte. Fără îndoială că Angela Moldovan are o MARE VOCE, PRIVIGHETOAREA ROMÂNIEI – au denumit-o cronicarii de specialitate ai ziarelor americane. Dar vocea cu toate strălucitele ei performanțe tehnice, nu explică acest farmec minunat și cuceritor pe care-l degajă din clipa în care apare din culise și face primul pas spre scenă. Cînd începe să cînte, un fel de exaltare comună cuprinde sala. Există o mulțime de elemente care te galvanizează. Simplu, cîntecul Angelei exprimă sufletul țării românești”.
Teșu Solomovici consemna în Glasul Poporului, din 15 octombrie 1966: „Paganini cînta pe un Stradivarius, Angela Moldovan are ca vioară întreg pămîntul românesc dintre Carpați, Marea Neagră și Dunăre. Cînd cîntă Angela Moldovan se petrece ceva miraculos. Din trupul ei puțintel, din ochii ei zglobii se degajă o caldă undă cuceritoare, și atunci o iubești. Cîntecul ei ți se duce la inimă. A fost o adevărată minune. Minunea se numește Angela Moldovan”. Un an mai târziu, Teșu Solomovici scria în același ziar: ”În glasul Angelei Moldovan cîntă sufletul țării românești. Doar Maria Tănase a mai tălmăcit cu o asemenea căldură umană și proaspătă emoție cîntecul popular românesc.”. Impresarul C. Echaus scria despre Angela Moldovan într-un ziar local din Israel, pe data de 30 octombrie 1966: „Nici cea mai măiastră pasăre nu reușea să ne aducă cu glasul melodios atâta fericire și bucurie în suflete.

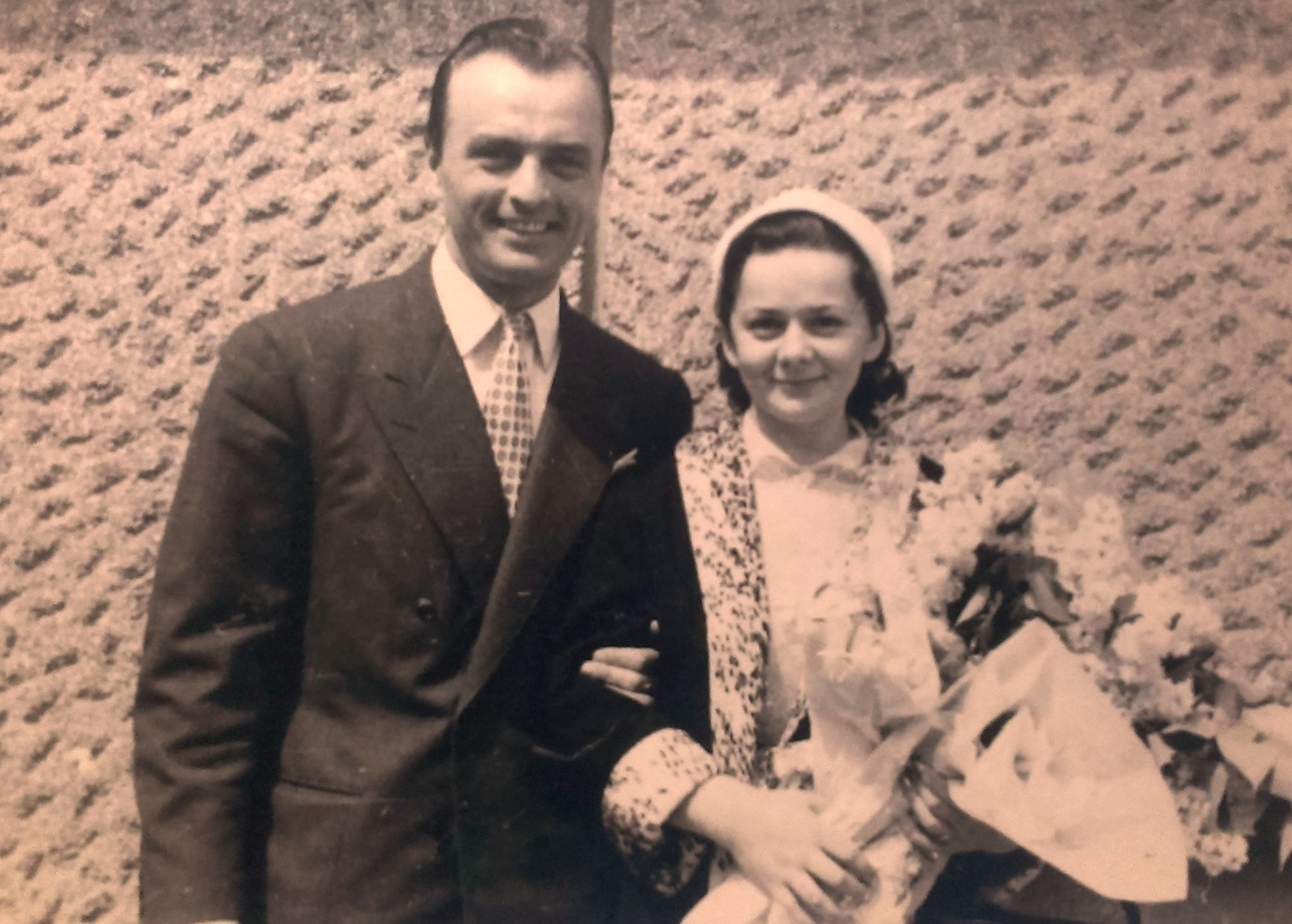
Angela Moldovan și Mircea Block, București, 30 aprilie 1960

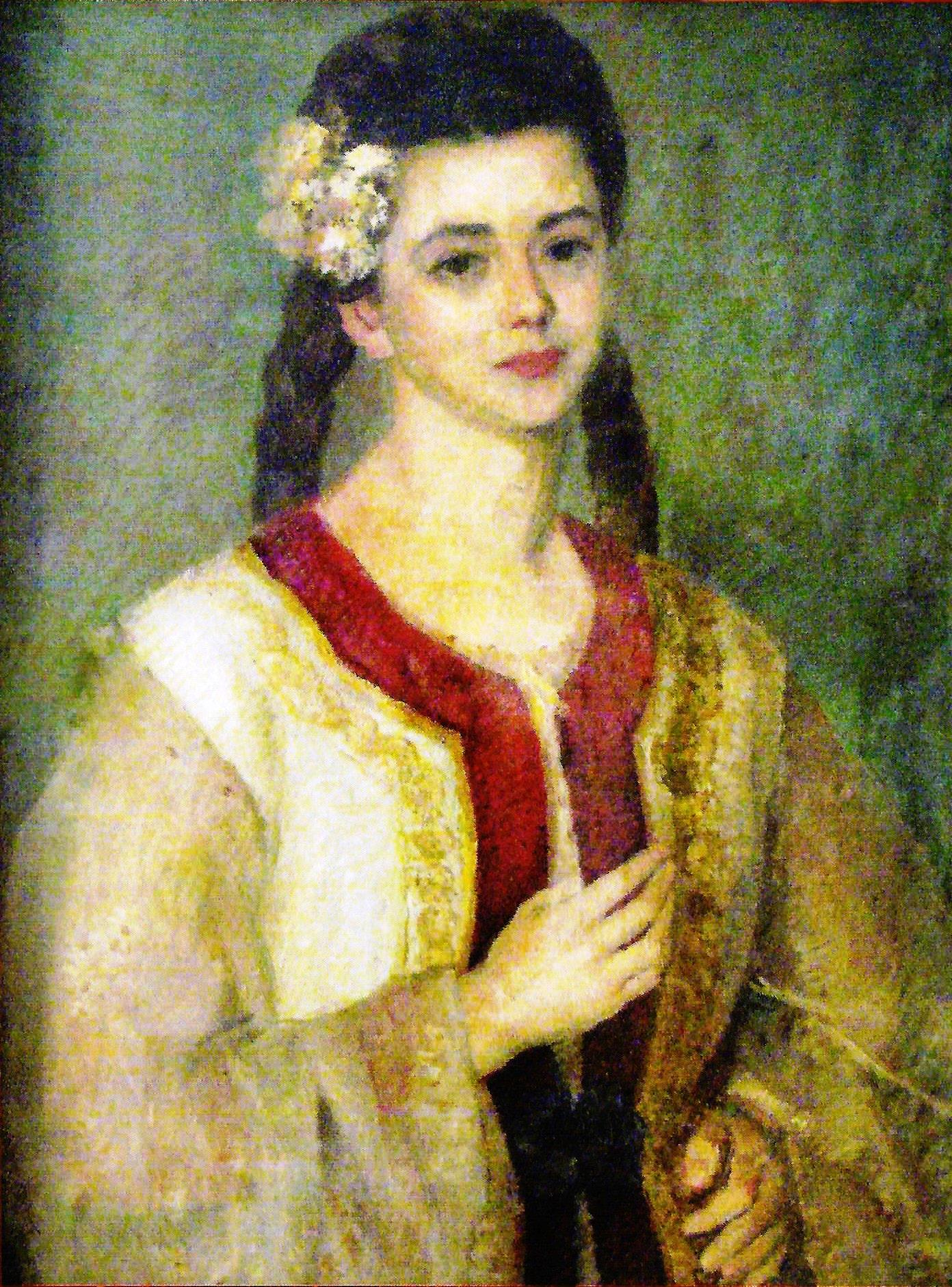
Portretul Angelei Moldovan pictat de Mihaela Pastia Kiss în anul 1961, în Elveția

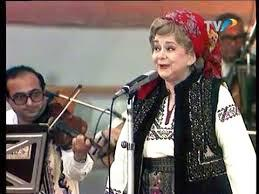
Ultimul spectacol al Angelei Moldovan la Iași, la Teatrul Național, în 2008

## Viața personală
Angela Moldovan și Victor Moldovan s-au cunoscut în 1950 în timpul spectacolului, Paharul cu apă și s-au căsătorit în 1952. Cei doi soți au divorțat în 1958. 
În 1975, Victor Moldovan și Angela Moldovan și-au reunit destinele. În 1978 cei doi s-au recăsătorit. 
În 1961, când Angela Moldovan se afla într-un turneu la Zürich, Mihaela Pastia Kiss i-a pictat portretul. A denumit tabloul Domnitoarea cântecului moldovenesc, pictând-o pe Angela Moldovan în costum de Domnitoare de pe vremea lui Ștefan Cel Mare. 
Pe 30 aprilie 1960, Angela Moldovan s-a căsătorit cu poetul, textierul, actorul și scenaristul Mircea Block. În 1970 Angela Moldovan și Mircea Block au divorțat.

## Decesul
În noaptea de 13 octombrie 2013, Angela Moldovan s-a stins din viață în urma celui de-al treilea infarct miocardic, în apartamentul său din Piața Iancului din București. Este înmormântată alături de soțul său Victor Moldovan la Cimitirul Bellu din București, pe Aleea Artiștilor.

## Distincții
- Ordinul Muncii clasa a III-a (12 decembrie 1957) „pentru merite deosebite în muncă”[14]
- titlul de Artist Emerit (28 martie 1962) „pentru realizări valoroase în domeniul artistic”[15]
- Ordinul Muncii clasa a II-a (31 decembrie 1962) „pentru activitate îndelungată artistică și organizatorică, pentru succesele remarcabile obținute în țară și peste hotare în popularizarea muzicii și dansului folcloric romînesc, precum și pentru contribuția adusă la realizarea înaltei calități artistice a spectacolului prezentat de Ansamblul folcloric «Rapsodia Romînă» în turneul întreprins în Statele Unite ale Americii în anul 1962”[16]
- Ordinul „Meritul Cultural” clasa a II-a (19 decembrie 1967) „cu prilejul împlinirii a 20 de ani de la înființarea ansamblului de cîntece și dansuri «Ciocîrlia» al Ministerului Afacerilor Interne, [...] pentru merite deosebite și îndelungată activitate artistică”[17]

## Filmografie
- Trei jocuri românești (1958)
- Pădurea spînzuraților (1965)
- Veronica (1973)
- Veronica se întoarce (1973)
- Saltimbancii (1981)
- Un saltimbanc la Polul Nord (1982)